# Séminaire de Mayence
Le Séminaire de Mayence est l'institut de formation des prêtres du diocèse de Mayence. Depuis 1804 il occupe les bâtiments de l'ancien couvent des Augustins de Mayence, dans la rue des Augustins (Augustinerstraße 34), à Mayence (Allemagne).

## Utilisation actuelle des locaux
Ce que l'on appelle 'séminaire' accueille aujourd'hui plusieurs institutions et services du diocèse de Mayence : la bibliothèque diocésaine de Mayence (Martinus-Bibliothek) accessible au public, et l'aumônerie des étudiants ; les séminaristes y reçoivent encore la formation pastorale et la direction spirituelle, tandis qu'il suivent les cours à la Faculté de théologie catholique de l'Université Johannes Gutenberg.
Dans la chapelle interne, dédiée à Saint François, est encore conservée la Croix sainte de Mayence, connue de Pierre Favre.

## Histoire
Après la désorganisation due à l'invasion française en 1792, l'application des articles organiques aboutit à la dissolution du séminaire par le préfet Jeanbon Saint André en 1803. Dès 1805, Bruno Franz Leopold Liebermann était nommé par le nouvel évêque Joseph Ludwig Colmar comme supérieur du séminaire pour réorganiser la formation des élèves théologiens. La municipalité de Franz Konrad Macke propose pour cette nouvelle institution l'ancien couvent des augustins, très spacieux, mais gravement endommagé par les divers bombardements de la ville. Joseph Colmar a choisi les formateurs parmi les cercles alsaciens connus de lui, dans le mouvement qui est devenu plus tard connu comme cercle de Mayence.
Grâce à ses bonnes relations personnelles avec Napoléon, Colmar obtient que la restauration des bâtiments soit subventionnée financièrement. Le 30 octobre 1806, la formation des prêtres a commencé avec dix séminaristes dans les locaux du séminaire. 
Joseph Colmar a défendu son droit de nommer le recteur et les professeurs eux-mêmes.

## Supérieurs
Liste des supérieurs depuis Joseph Colmar :
1. Bruno Franz Leopold Liebermann (1805–1823)
2. André Raess (1823–1829)
3. Markus Fidelis Jäck (1830–1832)
4. Martin Dotzheimer (1832–1835)
5. Markus Adam Nickel (1835–1851)
6. Christoph Moufang (1851–1890)
7. Johann Baptist Holzammer (1890–1903)
8. Georg Heinrich Maria Kirstein (1903)
9. Joseph Blasius Becker (1904–1920)
10. Philipp Jakob Mayer (1920–1922)
11. Joseph Schneider (1922–1928)
12. Ernst Thomin (1928–1945)
13. Josef Maria Reuß (1946–1968)
14. Nikolaus Reinhardt (1969–1984)
15. Rainer Borig (1984–1997)
16. Horst Schneider (1997–2007)
17. Udo Bentz (2007-2017)
18. Tonke Dennebaum (depuis 2017)
19. Sebastian Lang (2023)
20. Michael Leja (depuis 1. Avril 2024)[2]

## Source de la traduction
- (de) Cet article est partiellement ou en totalité issu de l’article de Wikipédia en allemand intitulé « Priesterseminar Mainz » (voir la liste des auteurs).